# Serrana
Pour les articles homonymes, voir Serrana (homonymie).
Serrana est une municipalité brésilienne de l'État de São Paulo et la Microrégion de Ribeirão Preto.